# Nuoto ai II Giochi olimpici giovanili estivi
Le competizioni di nuoto ai Giochi olimpici giovanili estivi del 2014 si sono tenute dal 17 al 22 agosto 2014.

## Medagliere
| Pos.   | Paese       | Oro | Argento | Bronzo | Totale |
| ------ | ----------- | --- | ------- | ------ | ------ |
| 1      | Cina        | 10  | 5       | 2      | 17     |
| 2      | Italia      | 4   | 1       | 2      | 7      |
| 3      | Ungheria    | 4   | 0       | 1      | 2      |
| 4      | Lituania    | 2   | 0       | 0      | 1      |
| 4      | Russia      | 6   | 0       | 0      | 1      |
| 4      | Ucraina     | 2   | 0       | 0      | 1      |
| 4      | Vietnam     | 1   | 0       | 0      | 1      |
| 8      | Germania    | 0   | 1       | 1      | 2      |
| 9      | Brasile     | 0   | 1       | 0      | 1      |
| 9      | El Salvador | 0   | 1       | 0      | 1      |
| 9      | Hong Kong   | 0   | 1       | 0      | 1      |
| 9      | Paesi Bassi | 0   | 1       | 0      | 1      |
| 13     | Australia   | 0   | 0       | 2      | 2h     |
| 14     | Norvegia    | 0   | 0       | 1      | 1      |
| 14     | Stati Uniti | 2   | 0       | 1      | 3      |
| Totale | Totale      | 10  | 6       | 7      | 24     |

## Podi

### Ragazzi
| Evento                          | Oro                                                                  | Perform. | Argento                                                                    | Perform. | Bronzo                                                                   | Perform. |
| Stile libero                    |                                                                      |          |                                                                            |          |                                                                          |          |
| 50 m (dettagli)                 | Yu Hexin                                                             | 22"00    | Matheus Santana                                                            | 22"43    | Dylan Carter                                                             | 22"53    |
| 100 m (dettagli)                | Matheus Santana                                                      | 48"25    | Yu Hexin                                                                   | 49"06    | Damian Wierling                                                          | 49"07    |
| 200 m (dettagli)                | Nicolangelo Di Fabio                                                 | 1'48"45  | Kyle Stolk                                                                 | 1'48"59  | Damian Wierling                                                          | 1'48"91  |
| 400 m (dettagli)                | Mychajlo Romančuk                                                    | 3'49"76  | Marcelo Acosta                                                             | 3'51"32  | Henrik Christiansen                                                      | 3'51"55  |
| 800 m (dettagli)                | Akram Ahmed                                                          | 7'54"29  | Mychajlo Romančuk                                                          | 7'56"34  | Henrik Christiansen                                                      | 7'57"07  |
| Dorso                           |                                                                      |          |                                                                            |          |                                                                          |          |
| 50 m (dettagli)                 | Evgenij Rylov                                                        | 25"09    | Apostolos Christou                                                         | 25"44    | Simone Sabbioni                                                          | 25"47    |
| 100 m (dettagli)                | Evgenij Rylov Simone Sabbioni                                        | 54"24    | non assegnato                                                              |          | Li Guangyuan                                                             | 54"56    |
| 200 m (dettagli)                | Li Guangyuan                                                         | 1'56"94  | Evgenij Rylov                                                              | 1'57"08  | Luke Greenbank                                                           | 1'59"03  |
| Rana                            |                                                                      |          |                                                                            |          |                                                                          |          |
| 50 m (dettagli)                 | Nikola Obrovac                                                       | 27"83    | Carlos Claverie                                                            | 27"94    | Anton Čupkov                                                             | 28"43    |
| 100 m (dettagli)                | Anton Čupkov                                                         | 1'01"29  | Maximilian Pilger                                                          | 1'01"51  | Carlos Claverie                                                          | 1'01"56  |
| 200 m (dettagli)                | Ippei Watanabe                                                       | 2'11"31  | Carlos Claverie                                                            | 2'11"74  | Anton Čupkov                                                             | 2'11"87  |
| Farfalla                        |                                                                      |          |                                                                            |          |                                                                          |          |
| 50 m (dettagli)                 | Yu Hexin                                                             | 23"69    | Dylan Carter                                                               | 23"81    | Mathys Goosen                                                            | 24"13    |
| 100 m (dettagli)                | Li Zhuhao                                                            | 52"94    | Aleksandr Sadovnikov                                                       | 52"97    | Nicholas Brown                                                           | 53"18    |
| 200 m (dettagli)                | Tamás Kenderesi                                                      | 1'55"95  | Benjámin Grátz                                                             | 1'57"71  | Giacomo Carini                                                           | 1'58"14  |
| Misti                           |                                                                      |          |                                                                            |          |                                                                          |          |
| 200 m (dettagli)                | Benjámin Grátz                                                       | 2'01"08  | Povilas Strazdas                                                           | 2'02"32  | Norbert Szabó                                                            | 2'02"47  |
| Staffette                       |                                                                      |          |                                                                            |          |                                                                          |          |
| 4x100 m stile libero (dettagli) | Gran Bretagna Duncan Scott Martyn Walton Luke Greenbank Miles Munro  | 3'21"19  | Italia Alessandro Bori Nicolangelo Di Fabio Giacomo Carini Simone Sabbioni | 3'22"29  | Germania Marek Ulrich Damian Wierling Alexander Kunert Maximilian Pilger | 3'22"93  |
| 4x100 m misti (dettagli)        | Russia Evgenij Rylov Aleksandr Sadovnikov Anton Čupkov Filipp Shopin | 3'38"02  | Germania Maximilian Pilger Damian Wierling Alexander Kunert Marek Ulrich   | 3'39"30  | Australia Grayson Bell Kyle Chalmers Nicholas Brown Nic Groenewald       | 3'40"68  |

### Ragazze
| Evento                          | Oro                                        | Perform. | Argento                                                                          | Perform. | Bronzo                                                         | Perform. |
| Stile libero                    |                                            |          |                                                                                  |          |                                                                |          |
| 50 m (dettagli)                 | Rozalija Nasretdinova                      | 24"88    | Ami Matsuo                                                                       | 25"27    | Daria Ustinova                                                 | 25"56    |
| 100 m (dettagli)                | Shen Duo                                   | 53"84    | Siobhán Bernadette Haughey                                                       | 54"61    | Qiu Yuhan                                                      | 54"66    |
| 200 m (dettagli)                | Shen Duo                                   | 1'56"12  | Qiu Yuhan                                                                        | 1'56"82  | Brianna Throssell                                              | 1'58"57  |
| 400 m (dettagli)                | Hannah Moore                               | 4'11"05  | Sarisa Suwannachet                                                               | 4'11"23  | Kathrin Demler                                                 | 4'11"25  |
| 800 m (dettagli)                | Simona Quadarella                          | 8'35"39  | Jimena Perez Blanco                                                              | 8'36"95  | Joanna Evans                                                   | 8'39"75  |
| Dorso                           |                                            |          |                                                                                  |          |                                                                |          |
| 50 m (dettagli)                 | Maaike de Waard                            | 28"36    | Jessica Fullalove                                                                | 28"66    | Gabrielle Fa'amausili                                          | 28"69    |
| 100 m (dettagli)                | Clara Smiddy                               | 1'01"22  | Jessica Fullalove                                                                | 1'01"23  | Bobbi Gichard                                                  | 1'01"25  |
| 200 m (dettagli)                | Ambra Esposito Hannah Moore                | 2'10"42  | non assegnato                                                                    |          | Africa Zamorano Sanz                                           | 2'11"94  |
| Rana                            |                                            |          |                                                                                  |          |                                                                |          |
| 50 m (dettagli)                 | Rūta Meilutytė                             | 30"14    | Julia Willers                                                                    | 31"78    | Anna Sztankovics                                               | 31"84    |
| 100 m (dettagli)                | Rūta Meilutytė                             | 1'05"39  | He Yun                                                                           | 1'07"49  | Anastasija Maljavina                                           | 1'08"16  |
| 200 m (dettagli)                | Anastasija Maljavina                       | 2'26"43  | Yang Jiwon                                                                       | 2'27"31  | Anna Sztankovics                                               | 2'27"66  |
| Farfalla                        |                                            |          |                                                                                  |          |                                                                |          |
| 50 m (dettagli)                 | Rozalija Nasretdinova                      | 26"26    | Svenja Stoffel                                                                   | 26"62    | Nastja Govejšek                                                | 26"70    |
| 100 m (dettagli)                | Liliána Szilágyi                           | 57"67    | Zhang Yufei                                                                      | 57"95    | Brianna Throssell                                              | 59"12    |
| 200 m (dettagli)                | Liliána Szilágyi                           | 2'06"59  | Zhang Yufei                                                                      | 2'08"22  | Brianna Throssell                                              | 2'09"65  |
| Misti                           |                                            |          |                                                                                  |          |                                                                |          |
| 200 m (dettagli)                | Nguyễn Thị Ánh Viên                        | 2'12"66  | Siobhán Bernadette Haughey                                                       | 2'13"21  | Meghan Small                                                   | 2'14"01  |
| Staffette                       |                                            |          |                                                                                  |          |                                                                |          |
| 4x100 m stile libero (dettagli) | Cina Qiu Yuhan Shen Duo He Yun Zhang Yufei | 3'41"19  | Russia Rozalija Nasretdinova Daria Ustinova Irina Prikhodko Daria Mullakaeva     | 3'42"39  | Australia Ami Matsuo Brianna Throssell Ella Bond Amy Forrester | 3'44"44  |
| 4x100 m misti (dettagli)        | Cina Qiu Yuhan He Yun Zhang Yufei Shen Duo | 4'03"58  | Gran Bretagna Charlotte Atkinson Georgina Evans Jessica Fullalove Amelia Maughan | 4'05"75  | Australia Ella Bond Amy Forrester Ami Matsuo Brianna Throssell | 4'06"38  |

### Misto
| Evento                          | Oro                                           | Perform. | Argento                                                                        | Perform. | Bronzo                                                               | Perform. |
| Staffette                       |                                               |          |                                                                                |          |                                                                      |          |
| 4x100 m stile libero (dettagli) | Cina Li Guangyuan Qiu Yuhan Yu Hexin Shen Duo | 3'27"02  | Brasile Luiz Altamir Natalia de Luccas Matheus Santana Giovanna Diamante       | 3'31"55  | Australia Kyle Chalmers Ami Matsuo Brianna Throssell Nicholas Brown  | 3'31"76  |
| 4x100 m misti (dettagli)        | Cina Yu Hexin He Yun Li Zhuhao Zhang Yufei    | 3'49"33  | Russia Evgenij Rylov Aleksandr Sadovnikov Rozalija Nasretdinova Daria Ustinova | 3'50"86  | Australia Grayson Bell Kyle Chalmers Amy Forrester Brianna Throssell | 3'52"45  |